# 仁木多鶴子
仁木 多鶴子（にき たづこ、1939年1月3日 - 1983年9月12日）は、日本の女優。本名は鶴田和子。

## 来歴
東京府（現東京都）出身。国立音楽大学附属中学校、附属高校を経て、国立音楽大学を中退後、1957年に大映に入社した。映画『猫は知っていた』に主演したのをきっかけに、仁木多鶴子と改名した。
人気絶頂期に、通算2244奪三振を記録した球史に残るプロ野球投手の小野正一（1933年9月30日 - 2003年3月19日）と結婚した。
1983年9月12日、クモ膜下出血で倒れ44歳で他界した。

## 主な出演作品

### 映画
- 十七才の断崖（1957年、大映）
- 母（1958年、大映）
- 白いジープのパトロール（1958年、大映）
- 猫は知っていた（1958年、大映）
- 俺たちは狂ってない（1958年、大映）
- 素っ裸の青春（1958年、大映）
- 母の旅路（1958年、大映）
- 夜の素顔（1958年、大映）
- 娘の冒険（1958年、大映）
- 軍国酒場（1958年、大映）
- 男十九の渡り鳥（1958年、大映）
- 海軍兵学校物語 あゝ江田島（1959年、大映） - 田口由美子
- たそがれの東京タワー（1959年、大映）
- 一刀斎は背番号6（1959年、大映）
- 代診日記（1959年、大映）
- 電話は夕方に鳴る（1959年、大映）
- 貴族の階段（1959年、大映）
- 風来物語 仁侠篇（1959年、大映）
- 初春狸御殿（1959年、大映、DVD発売）
- 濡れ髪喧嘩旅（1960年、大映、DVD発売）
- 銭形平次捕物控 美人蜘蛛（1960年、大映）
- お嬢さん三度笠（1960年、大映）
- 犯罪6号地（1960年、大映）
- 東海道ちゃっきり娘（1960年、大映）
- 銀座のどら猫（1960年、大映）
- 風来物語 あばれ飛車（1960年、大映）
- お嬢さん（1961年、大映）
- 女は二度生まれる（1961年、大映、DVD発売）
- 雑婚時代（1961年、大映）
- 幼馴染というだけさ（1961年、大映）
- 強くなる男（1961年、大映）
- 雪の降る街に（1962年、大映）
- 御身（1962年、大映）
- 禁断（1962年、大映）
- 女が愛して憎むとき（1963年、大映）
- この道赤信号（1964年、大映）
- 黒の凶器（1964年、大映）
- 陸軍中野学校（1966年、大映、DVD発売）
- にせ刑事（1967年、大映）
- セックス・チェック 第二の性（1968年、大映、DVD発売）

### テレビドラマ
- 図々しい奴（1963年、TBS）
- 佐渡の恋唄（1963年、NHK）
- 道頓堀（1968年、読売テレビ）
- 七人の刑事（1968年、TBS）
- 特別機動捜査隊（NET（現・テレビ朝日））
  - 第325回「金色の天使の矢」（1968年）
  - 第342回「女と宝石」（1968年）
  - 第378回「美しき鷹」（1969年）